# Julia Galuschka
Julia Galuschka (* 26. September 1979) ist eine deutsche Leichtathletin.

## Karriere
2013 wurde sie Deutsche Meisterin in der 10-km-Mannschaftswertung, deutsche Vizemeisterin im Marathon und Dritte in der Marathon-Mannschaftswertung. Sie gewann in diesem Jahr auch den Halbmarathon beim Hannover-Marathon.
2014 wurde sie Zweite der Halbmarathon-Mannschaftswertung und Siegerin der Marathon-Mannschaftswertung.
2015 wurde Galuschka Siegerin der Halbmarathon-Mannschaftswertung. 
2016 wurde sie Zweite der Halbmarathon-Mannschaftswertung.